# Tamure
Le tamure ou tamouré (en tahitien : tāmūrē) est le nom de la déclinaison moderne de la danse tahitienne, désignée localement sous le nom de 'ori tahiti.
Peu après la Seconde Guerre mondiale, un vétéran du bataillon du pacifique, Louis Martin, qui aimait danser à la fameuse discothèque de Papeete, le Quinn's, écrivit une chanson  très populaire reprenant les rythmes traditionnels et utilisant le mot « Tamure » comme un refrain. Il gagna ainsi le surnom « Tamure Martin », et transmit le nom de la danse tahitienne que les « Popa'a » utiliseront pour décrire le « Ori Tahiti ».
La danse tahitienne dite « ’Ori Tahiti », est une des danses les plus connues en Polynésie française. C'est une danse traditionnelle de Tahiti, inscrite à l'inventaire du patrimoine culturel immatériel en France en 2017.

## La danse tahitienne, le Ori Tahiti
C'est un duo où l'homme bat des cuisses dans un mouvement de ciseau, et où la femme roule des hanches. Le mouvement des jambes du danseur est appelé pāʻoti, qui signifie ciseau en tahitien, et consiste à joindre les talons et fléchir les genoux qui sont ouverts et serrés dans un mouvement alternatif continu. Le roulement des hanches de la danseuse est due au mouvement de ses genoux, et ses pieds et ses épaules sont censés rester immobiles à l'horizontale. Chaque mouvement des bras et des mains possède une signification symbolique qui accompagne un récit gestuel d'une légende. La danseuse se déplace relativement peu, et le danseur se déplace généralement autour de sa partenaire qui est le pivot central de la danse. Les danseurs effectuent parfois des mouvements latéraux, ou de haut en bas en s'accroupissant, tout en maintenant leur mouvement des hanches et des genoux. Des pas de danse ont été codifiés, comme le tu’e (le coup de pied) ou le pa’oti.
Le tamure se danse sur un accompagnement de percussion formé de to'ere, des cylindres de bois creux frappés à l'aide de baguettes, et de tambour pahu. Le rythme des percussions et le balancement des hanches de la danseuse sont liés, où se succèdent des phases lentes et d'accélérations rapides.
Le tamure se danse généralement avec des costumes végétaux, ’ahu more plus communément appelé more, des jupes en fibres végétales, et des couronnes. Les hommes (tane) sont torse nu et souvent tatoués, et les vahine portent des soutiens-gorge en noix de coco. D'autres costumes sont également utilisés, fabriqué en feuilles de auti sacré, en tissu pareo ou en tapa, plus généralement réservés aux 'aparima.
Le tamure est principalement un duo, lorsque dansé en groupe, il forme un otea. D'autres styles, qui partagent les mouvements de danse du tamure, possèdent un nom spécifique, comme l'aparima. Les premiers navigateurs européens décrivent environ 17 danses traditionnelles tahitiennes différentes. Aujourd'hui, quatre formes principales sont pratiquées : le 'ōte'a, l'aparima, le pao'a, et le hivinau. La survivance de la culture marquisienne et maori ont conduit à la réintégration du haka, exclusivement masculin et guerrier.

## Histoire

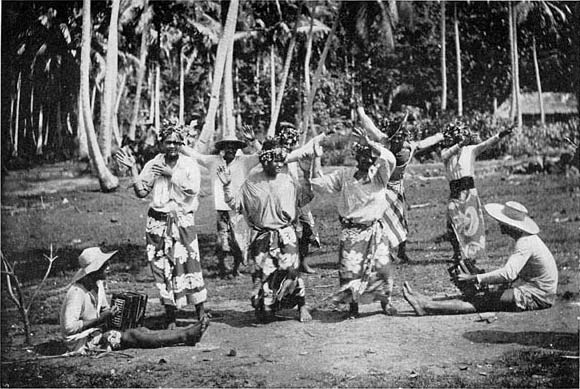
ʻupaʻupa aux environs de 1909, en pareo.

La version ancienne du Ori Tahiti est le 'upa'upa, aujourd'hui disparu. Le 'ote'a existait déjà, mais était alors généralement considéré comme une danse d'homme, et fut décrit comme une danse guerrière.
Les missionnaires de la London Missionary Society considéraient les danses traditionnelles polynésiennes comme sataniques et obscènes, elles ont donc longtemps été interdites durant la colonisation, ainsi qu'une majeure partie de la culture tahitienne. Deux interdits contre les « chansons, jeux ou divertissements lascifs » furent ainsi édictés par le roi Pōmare II en 1819 et la reine Pōmare IV en 1842.

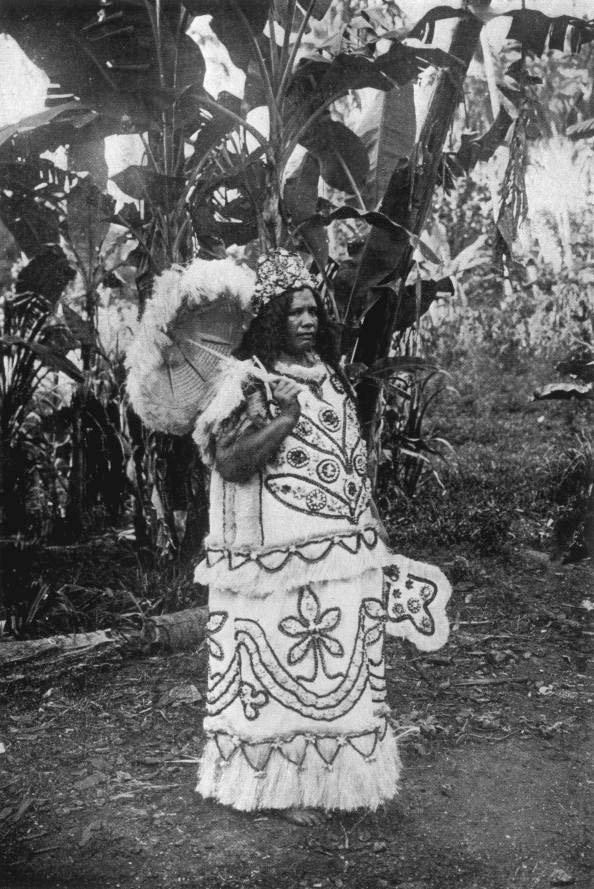
Princesse marquisienne aux environs de 1909, costume en tapa.

Ces danses ont survécu dans la culture populaire dans un cadre privé. La célébration à partir de 1880 de la Fête nationale française du 14 juillet permit le retour de festivités traditionnelles et leur maintien, sous le nom de fêtes du Tiurai.
Au début du XXe siècle, elles se manifestaient publiquement principalement lors des fêtes du 14 juillet ou des arrivées et départs de bateaux. À cette même période, les costumes en matériaux traditionnels firent leur retour, avec l'utilisation du tapa. Entre 1920 et 1930, les more en fibre végétale font leur apparition et évoluent rapidement.
Le Tāmūrē est le nom d'un poisson des Tuamotu, le nom exact de la danse étant ʻori Tahiti (danse tahitienne). Peu après la Seconde Guerre mondiale, un vétéran du Bataillon du Pacifique, Louis Martin, écrivit une chanson très populaire reprenant les rythmes traditionnel et utilisant le mot Tāmūrē comme un refrain. Il gagna ainsi le surnom de Tāmūrē Martin, et transmit le nom à la danse.
En 1956, Madeleine Moua après avoir assisté en métropole à des danses folkloriques de diverses régions françaises, a ressenti le besoin de remettre au goût du jour, la danse traditionnelle tahitienne. C'est ainsi, alors qu'elle était directrice d'école, qu'elle a mis en place le premier groupe de danse, appelé Heiva. Dans la seconde moitié du XXe siècle, les danses polynésiennes évoluèrent, fixèrent des standards "traditionnels" et s'organisèrent en troupes de danse. La pratique populaire décrut, au profit des groupes et écoles de danse qui organisaient des représentations lors des concours de danse du tiurai (qui devient heiva à la fin du XXe siècle), de fêtes publiques, et dans un cadre professionnel touristique qui se développe grâce à l'ouverture de l'aéroport international de Faʻaʻā en 1961.
Considéré comme le chorégraphe majeur du Ori Tahiti, Coco Hotahota contribua beaucoup à moderniser costumes et chorégraphies, avant de s'ériger en gardien de la plus pure tradition à la fin de sa vie. A la tête de la troupe Te Maeva durant une soixantaine d'années, son palmarès reste inégalé.
À partir des années 1980 et 1990, les danses traditionnelles connaissent un regain de popularité et le nombre d'écoles de danses s'accroit fortement. Des groupes participent à des manifestations internationales et organisent des tournées. Les danses et costumes évoluent également sous l'impulsion de la compétition engendrée par les concours organisés pour le heiva. Cette évolution finit par franchir les limites imposées par la « tradition », conduisant à la création de groupes comme Les Grands Ballets de Tahiti qui s'affranchissent de ces restrictions pour poursuivre la recherche de nouveaux mouvements de danse, de chorégraphies, de musiques et de costumes. Une séparation se crée alors entre les groupes en fonction du respect de ces critères de tradition, conduisant à l'exclusion des groupes « modernes » des concours comme ceux du heiva.
Les publicités vendent parfois le rêve tahitien avec le tamure, alors que la danse qu'elles mettent en avant est le hula, danse typiquement hawaiienne qui a ses propres costumes, histoire, instruments de musique et style qui met l'accent sur le mouvement des mains.

## Dans la culture
- Alessandro Alessandroni fonde en 1961 I Cantori Moderni, un chœur à huit voix. C'est ce groupe vocal que l'on entend chanter sur la chanson Samoa Tamure (Samoa Tamouré) composée par Armando Trovajoli pour la bande-originale du film Les Monstres réalisé par Dino Risi en 1963. Cette chanson aux sonorités polynésiennes illustre la scène du bal du Réveillon de la Saint-Sylvestre du film 9 Mois ferme, réalisé en 2013 par Albert Dupontel.

## Vidéographie
- 1984. Mana'o. Spectacle conçu et réalisé par Coco Hotahota. Avec Clément Pito, Maurice Lenoir. Production TFTN / RFO[6].
- 1984. Moeata et les autres. 22 minutes. Réalisé par Jacques Navarro et Hina Sylvain. Production ICA[7].
- 1999. Pour un soir à Vaiete. 53 minutes. Ecrit par Jean Marc Pambrun et réalisé par Teiki Pambrun. Production TFTN / RFO[8].
- 2012. Ori Tahiti by Makau. 10 épisodes de 26 minutes. Réalisé par Marc Emmanuel Louvat. Archipels productions[9].
- 2018. Heiva, la colère des dieux. 63 minutes. Réalisé par Jonathan Bougard. In Vivo Prod[10].
- 2018. Calicia meilleure danseuse. 27 minutes. Réalisé par Jonathan Bougard. In Vivo Prod[11].
- 2019. Coco Hotahota : te maeva. 90 minutes. Réalisé par Jonathan Bougard. In Vivo Prod[12].
- 2023. Heiva, au cœur des traditions polynésiennes. 53 minutes. Réalisé par Hélène Mourot-Braudel. Production Edenpress[13].